# Ɋ
Der Buchstabe Ɋ (kleingeschrieben ɋ) ist ein Buchstabe des lateinischen Schriftsystems, bestehend aus einem Q mit Hakenschwanz. Er wurde von lutherischen Missionaren um 1930/1940 auf Papua-Neuguinea für die Numanggang-Sprache eingeführt. 2002 hat man beschlossen, den Buchstaben nicht weiter zu verwenden.
Um ältere Veröffentlichungen elektronisch archivieren und veröffentlichen zu können, enthält Unicode das Q mit Hakenschwanz an den Codepunkten U+024A (Großbuchstabe) und U+024B (Kleinbuchstabe).